# Omega (спецподразделение Латвии)
Антитеррористическое подразделение «Омега» (латыш. Pretterorisma vienība „Omega”) — специальное подразделение криминальной полиции Латвии. Главные задачи спецподразделения «Омега» — борьба с терроризмом, а также задержание особо опасных преступников, наведение общественного порядка, когда не может справится спецназ «Альфа», обезвреживание взрывных устройств, борьба с наркомафией.